# Bárd János
Bárd János (Mérk, 1908. augusztus 27. – Kalocsa, 1982. szeptember 23.) katolikus pap, kalocsai segédpüspök, apostoli adminisztrátor.

## Pályafutása
Gimnáziumi tanulmányait Nagykárolyban, Nyírbátorban, Nagykállón és Kalocsán végezte. A kalocsai főegyházmegye papnövendékeként 1927-től a Collegium Germanicum et Hungaricum növendéke volt, de betegsége miatt három év után haza kellett térnie. 1931-ben Rómában filozófiai, 1935-ben Innsbruckban teológiai doktorátust szerzett. 1933. június 29-én szentelték pappá Mérken. 
Hajóson szolgált káplánként, majd 1936-ban a bajai Szent Imre Kollégium igazgatója, 1937-ben a pesti Szent Imre Kollégium prefektusa lett. 1939-től Kalocsán teológiai tanár, 1940-től spirituális volt. 1943-tól a budapesti egyetemen a filozófia magántanára. 1946-tól 1948-ig az Actio Catholica országos főtitkára. 1947-től kalocsai kanonok.

### Püspöki pályafutása
1950. november 20-án ulpianai címzetes püspökké és kalocsai segédpüspökké nevezték ki. 1951. Április 1-jén szentelte püspökké Grősz József kalocsai érsek, Hamvas Endre csanádi és Kovács Sándor szombathelyi püspök segédletével.
1951-től rektorként és tanárként szolgált a szegedi teológián. 1954-től Kalocsán, 1962-től Kerekegyházán, 1967-től Öregcsertőn, majd 1970-től ismét Kalocsán volt lelkipásztor.
1961 októberében, Grősz József halála után apostoli adminisztrátorrá nevezték ki. Ez a megbízatása 1964. január 10-én szűnt meg.

## Művei
- Az idealizmusból a realizmus felé, különös tekintettel Nicolai Hartmann ismeretelméleti valóságtanára. Budapest, 1943[2]